# سیارک ۶۹۴

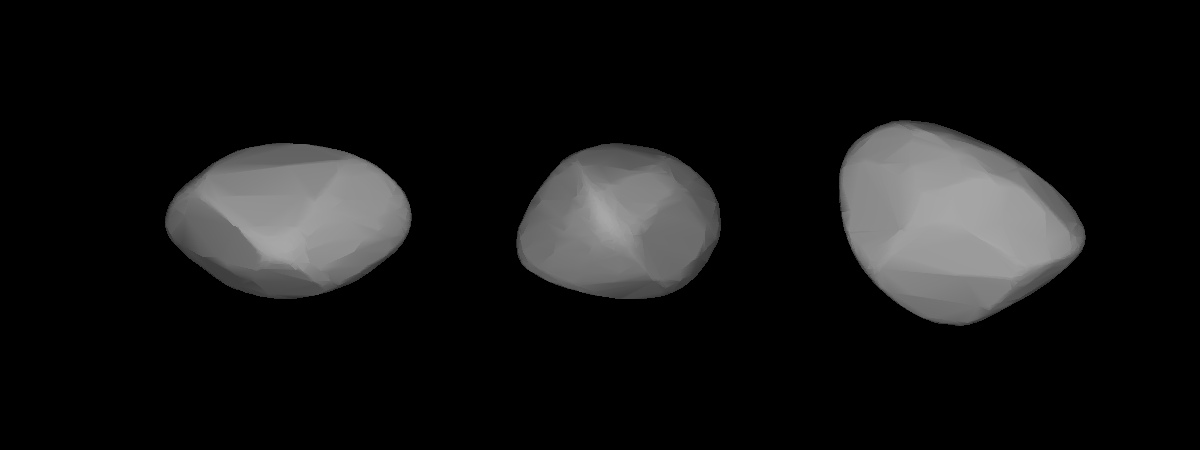
694 Ekard (سیارک ۶۹۴)

سیارک ۶۹۴ (به انگلیسی: 694 Ekard، نامگذاری:1909JA) ششصد و نود و چهارمین سیارک کشف شده‌است که در ۷ نوامبر ۱۹۰۹ کشف شد.
قدر مطلق سیارک برابر ۹٫۱۷ است.